# Khenifra

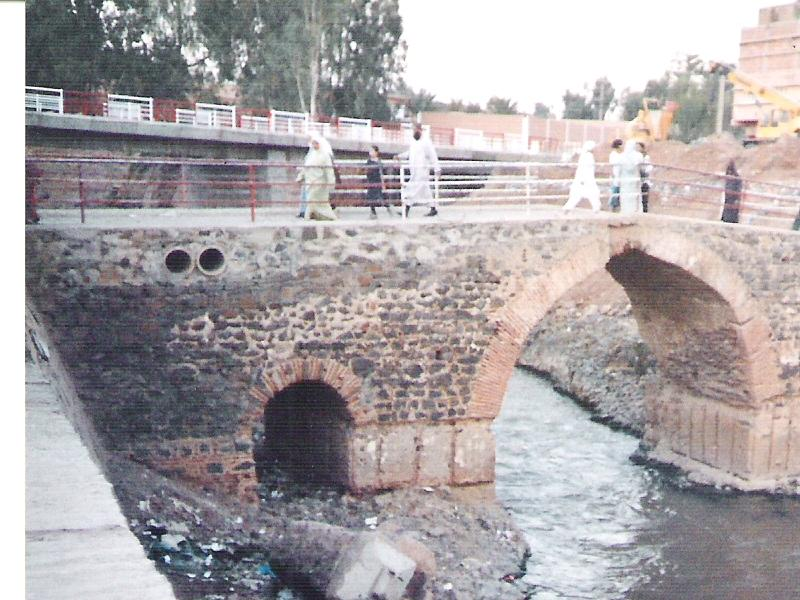
Pont sobre el Oum Er-Rbia

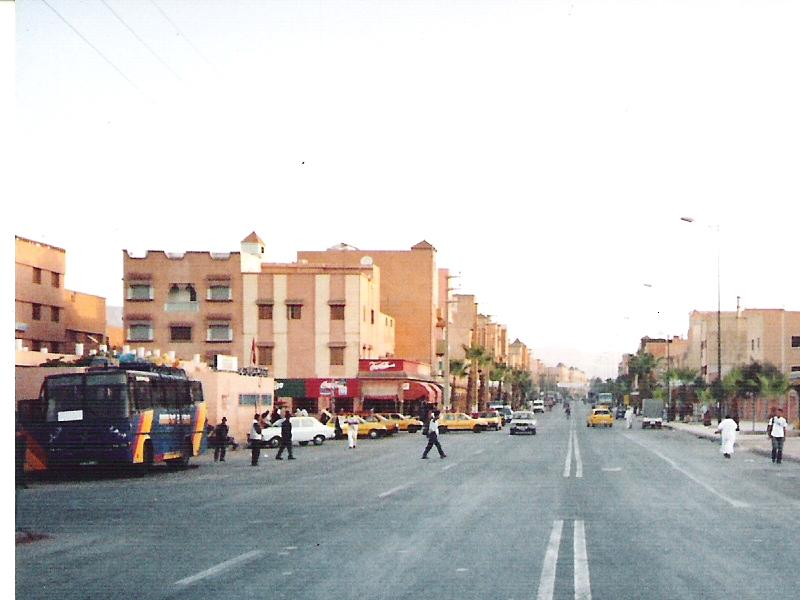
L'estació de Jénifra

Khenifra (àrab: خنيفرة, Ḫunayfra, localment Ḫ'nīfra; amazic estàndard marroquí: ⵅⵏⵉⴼⵕⴰ, Xnifṛa, derivat del terme amazic xanfaṛ) és una ciutat del Marroc i constituïx la capital dels zaians, una tribu amaziga. Era una antiga ciutat portuguesa abans de ser colònia francesa i posteriorment conquistada per una sub-tribu Zaian.
Es localitza a 160 quilòmetres de Fes, i a 300 km de Marràqueix.
Es caracteritza per ser una ciutat molt calorosa, amb grans muntanyes i extensos llacs. També crida l'atenció el color ataronjat present en les seves cases.

## Geografia
Es troba en la zona d'interior del Marroc. La seva localització geogràfica fa de d'ella una ciutat amb temperatures altes, que solen ser majors de 25 °C. Està localitzada en un altiplà a 860 metres d'altitud, en una zona molt muntanyenca, doncs la ciutat està aïllada per quatre grans muntanyes.
A més, la ciutat està situada al costat del riu Oum Er-Rbia. Consta de nombrosos llacs, paisatge que constituïx una de les característiques més especials d'aquesta ciutat.

## Ecologia
No és una zona amb boscos molt poblats, excepte en les zones on estan els seus llacs, en els quals podem trobar varietat de vegetació.

## Població
S'estima que en 2008 la població ha superat els 77.000 habitants (72.672 hab. en 2004), tenint un considerable creixement en l'última dècada.

### Ètnies
Més de 98% de la població està constituïda per la població amaziga.

## Religió
La religió principal en Khenifra és la musulmana (essencialment sunnís) i existeixen minories cristianes i jueves.

## Cultura
L'idioma principal és l'àrab clàssic, com en la resta de les ciutats del Marroc. També està molt estès l'ús del francès i de l'amazic. La ciutat de Khenifra consta d'un gran soc, mercat popular, que obre els diumenges; constituïx una de les àrees més interessants de la zona i un bon mercat que visitar per part dels turistes.